# پاولا نونز
پاولا نونز (اسپانیایی: Paola Núñez‎؛ زادهٔ ۸ آوریل ۱۹۷۸) هنرپیشه و تهیه‌کننده اهل مکزیک است. وی از سال ۲۰۰۱ میلادی تاکنون مشغول فعالیت بوده‌است. او فعالیت حرفه‌ای خود را از ۱۲ سالگی در تئاتر آغاز کرد.او در فیلم هایی مانند،پسران بد تا ابد،پاکسازی، و پسران بد: بران یا بمیر در نقش ریتا ایفای نقش کرده است.